# Närke-Värmlands regemente

Uniform 1783

Närke-Värmlands regemente var ett indelt infanteriregemente i svenska armén som verkade i olika former åren 1624–1812. Regementets soldater rekryterades från Närke och Värmland.

## Historia
Regementet har sitt ursprung i de fänikor som sattes upp i Närke och Värmland på 1500-talet. År 1614 organiserades dessa enheter, tillsammans med fänikor från närliggande landskapet Södermanland av Gustav II Adolf till Södermanlands storregemente där elva av totalt 24 kompanier rekryterades från Värmland och fem från Närke. Södermanlands storregemente bestod av tre fältregementen där Närkes regemente och Värmlands regemente var två. Någon gång runt 1624 splittrades storregementet permanent till tre mindre där Närkes regemente och Värmlands regemente var två. År 1629 bildades dessa två regementen Närke-Värmlands regemente.
I 1634 års regeringsform fastställdes den svenska regementetsindelningen, där det angavs att armén skulle bestå av 28 regementen till häst och fot, med fördelningen av åtta till häst och 20 till fot. De indelta och roterande regementena namngavs efter län eller landskap, medan de värvade regementena uppkallades efter sin chef. Regeringsformen angav Närke-Värmlands regemente som det nittonde i ordningen. Dock blev det ett nummer som aldrig användes, annat än för att ange regementets plats, enligt den då gällande rangordning. Regementets första befälhavare var skotten Alexander Leslie.
Närke-Värmlands regemente deltog i kriget mot Polen åren 1655–1657 och därefter i kriget mot Danmark åren 1657–1658. Regementet deltog under Carl X Gustaf i de berömda marscherna över Lilla och Stora Bält i Danmark i januari och februari 1658. Efter freden i Roskilde den 26 februari 1658, blev regementschefen Johan von Essen utnämnd till kommendant i Malmö och regementet fick då också placeringsort Malmö. I januari 1659 blev Johan von Essen befordrad till general (generalmajor) och kommenderad att med regementet ansluta sig till den svenska armén som belägrade Köpenhamn (Carl X Gustafs andra danska krig). Regementet deltog i belägringen av Köpenhamn fram till freden i maj 1660. Johan von Essen var regementschef för Närke-Värmlands regemente åren 1654–1661.
Under stora nordiska krigets tidiga år deltog regementen i undsättningen av Östersjöprovinserna, samt i det polska fälttåget. Av regementets 10 kompanier, var fyra kompanier kvar i Sverige som beredskap mot den västra gränsen. Regementet deltog 1709 i Slaget vid Poltava där det led stora förluster, den 1 juli föll de kvarvarande delarna av regementet i fångenskap i samband med kapitulationen vid Perevolotjna. Det kungliga rådet i Stockholm mottog den 7 september 1709 ett brev från Karl XII, daterat den 11 juli 1709, där han befallde att de regementen i huvudarmén som upplösts genom slaget vid Poltava samt genom kapitulationen vid Perevolotjna skulle nyuppsättas. Samtliga regementen, däribland Närke-Värmlands regemente, skulle ges full utrustning i form av beklädning, vapen, fanor, spel, tält och allt annat tillbehör som de förr hava haft.
Regementet deltog senare bland annat i slaget vid Gadebusch. Efter Gadebusch marscherade den svenska hären, vilken bland annat bestod av Västmanlands regemente, västerut. Då både förplägnad och ammunition sinade tvingades Magnus Stenbock med sin kvarvarande armé att kapitulera den 6 maj 1713 vid Tönnigen i norra Tyskland, något som kom att kallas för Stenbocks kapitulation vid Tönnigen. Kapitulationen resulterade i att flera svenska regementen upplöstes och hamnade i dansk fångenskap, där bland annat hela Närke-Värmlands regemente. Regementet återuppsattes senare samma år i Sverige igen och deltog sedan i fälttåget mot Norge.
År 1779 delades Närkes och Värmlands län till två län. Regementet fortlevde dock fram till 1812, då även det delades och bildade två separata regementen, Närkes regemente och Värmlands regemente.

## Fälttåg
- 1600–1629: Andra polska kriget
- 1630–1648: Trettioåriga kriget
- 1655–1661: Nordiska krigen
- 1674–1679: Skånska kriget
- 1700–1721: Stora nordiska kriget
- 1741–1743: Hattarnas ryska krig
- 1757–1762: Sjuårskriget
- 1788–1790: Gustav III:s ryska krig
- 1805–1810: Svensk-franska kriget
- 1808–1809: Finska kriget

## Ingående enheter
De kompanier som var förlagd till Närke var Livkompaniet, Majorens kompani och Örebro kompani. De värmländska kompanierna var Överstelöjtnantens kompani, Kristinehamns kompani, Älvdals kompani, Karlstads kompani, Jösse härads kompani, Näs kompani (Näs härads kompani) och Nordmarks kompani. Regementet var därmed näst efter Livgardet det starkaste regementet i Sverige.
–1812
- Livkompaniet
- Överstelöjtnantens kompani
- Majorens kompani
- Örebro kompani
- Kristinehamns kompani
- Jösse härads kompani
- Älvdals kompani
- Näs kompani
- Karlstads kompani
- Nordmarks kompani

## Förbandschefer
Regementschefer verksamma vid regementet åren 1624–1812.

- 1624–1628: Alexander Leslie
- 1628–1628: Johan Kinninmunth
- 1629–1629: Matthias Kagg   †
- 1629–1631: Axel Lillie
- 1631–1643: Thomas Thomsson
- 1643–1653: Johan Gordon
- 1653–1661: Johan von Essen
- 1661–1669: Nils Posse
- 1669–1678: Jonas Hansson Gyllenspetz
- 1678–1678: Carl Hård af Segerstad
- 1678–1701: Reinhold Rehbinder
- 1701–1709: Carl Gustaf Roos af Hjelmsäter  (tillfångatagen)
- 1710–1710: Magnus Cronberg t.f.
- 1712–1717: Pehr Adlerfelt t.f.
- 1717–1721: Carl Ulrik Torstenson t.f.
- 1721–1723: Carl Ulrik Torstenson
- 1723–1728: Johan Carl Strömfelt
- 1728–1737: Carl Knutsson Posse
- 1737–1738: Gustaf Gadde
- 1738–1743: Henric Magnus von Buddenbrock
- 1743–1748: Carl Henrik Wrangel
- 1748–1765: Pehr Kalling
- 1765–1779: Gabriel Spens
- 1779–1791: Johan August Meijerfeldt
- 1791–1793: Gustaf Mauritz Armfelt
- 1793–1812: Carl Johan Leijonstedt

## Heraldik och traditioner
Närke-Värmlands regemente erhöll aldrig några segernamn men den efterträdande enheten Värmlands regemente tilldelades tio, där dessa tio slag utkämpades under namnet Närke-Värmlands regemente. Dessa tio segernamn var Fredriksodde (1657), Tåget över Bält (1658), Lund (1677), Landskrona (1678), Narva (1700), Düna (1701), Kliszow (1702), Fraustadt (1706), Malatitze (1708), Gadebusch (1712).

## Namn, beteckning och förläggningsort
| Närkes regemente          | 1624-??-?? | – | 1629-??-?? |
| Värmlands regemente       | 1624-??-?? | – | 1629-??-?? |
| Närke-Värmlands regemente | 1629-??-?? | – | 1812-06-07 |

| Västra fältet (Ö) | 1684-??-?? | – | 1812-06-07 |
| Ombergsheden (Ö)  | 1684-??-?? | – | 1812-06-07 |